# شینجی ایکاری
شینجی ایکاری (به ژاپنی: 碇 シンジ، به لاتین: Ikari Shinji) یک شخصیت خیالی از فرنچایز نئون جنسیس اونگلیون است که توسط استودیوی گایناکس خلق شده است. او شخصیت اصلی این مجموعه و چهرهٔ نمادین آن محسوب می‌شود. در این سری انیمه، شینجی پسری است که پس از مرگ مرموز مادرش، یویی ایکاری، توسط پدرش گندو ایکاری رها شده است. سال‌ها بعد، گندو او را فرا می‌خواند تا خلبانی یک ربات انسان‌نما به نام اونگلیون واحد-۰۱ را بر عهده بگیرد و از شهر توکیو-۳ در برابر موجودات غول‌پیکری به نام فرشته‌ها که تهدیدی برای بشریت محسوب می‌شوند، دفاع کند.
کارگردان هیده‌آکی آنو، شینجی را به‌عنوان بازتابی از خود خلق کرد و در شخصیت او، تأثیرات چهار سال افسردگی‌اش پس از پخش انیمهٔ قبلی خود، نادیا: راز آب آبی، را منعکس نمود. درون‌مایه‌های روانی و رنج‌های درونی شینجی از طریق جریان سیال ذهن و مونولوگ‌های درونی نمایش داده می‌شوند، و برخی قسمت‌های انیمه به کاوش در افکار و بحران‌های ذهنی او اختصاص دارند. آنو برای شخصیت‌پردازی او از نظریه‌های روان‌کاوی، از جمله مدل رشد روانی-جنسی فروید، الهام گرفته است.

## مفهوم شکل‌گیری شخصیت

### طراحی شخصیت
یوشیوکی ساداموتو، طراح شخصیت‌های نئون جنسیس اونگلیون، شینجی را با یونیفرم مدرسهٔ تابستانی متداول و پیراهنی سفید طراحی کرد تا ظاهری «معمولی» داشته باشد. او قصد داشت شینجی را به‌عنوان یک پسر «واقع‌گرایانه و عادی» ترسیم کند، شخصیتی که «طراحی آن برای دیگران دشوار باشد». از آنجایی که شینجی اشتیاق و شجاعت قهرمانان معمولی انیمه‌های روباتیک را ندارد، ساداموتو برداشت متفاوتی از مفهوم قهرمانی برای او ارائه داد: «به‌جای انعکاس یک قهرمان، نوعی انکسار یک قهرمان». در ابتدا، او تلاش کرد شخصیتی خلق کند که «با ذهنیت طرفداران امروزی انیمه ارتباط برقرار کند».
در یکی از طرح‌های اولیه، شینجی موهای بلندی داشت که در صحنه‌های احساسی صورتش را می‌پوشاند یا در باد به اهتزاز درمی‌آمد. با این حال، ساداموتو احساس کرد که این طراحی بیش از حد اغراق‌آمیز است و آن را تغییر داد. او به دنبال ظاهری بود که پیشانی از بین چتری‌های مو دیده شود، «چهره‌ای شبیه به دخترکی پسرانه»، و به همین دلیل چشمان او را شبیه به چشمان یک دختر طراحی کرد. در طراحی چهرهٔ شینجی، ساداموتو از نادیا، شخصیت اصلی نادیا: راز آب آبی، الهام گرفت و چهرهٔ او را تقریباً مشابه او، اما با مدل مویی متفاوت، طراحی کرد. اندرو سی. مک‌کویت، نویسنده و پژوهشگر، طراحی شینجی را نمونه‌ای از موکوکوسکی (無国籍) می‌داند، سبکی در طراحی شخصیت‌های انیمه‌ای که به عمد فاقد ویژگی‌های قومی است و به شخصیت‌ها ظاهری جهانی و بین‌المللی می‌بخشد.

### توسعه شخصیت
کارگردان نئون جنسیس اونگلیون، هیدئاکی آنو، پیش از آغاز تولید این مجموعه، چهار سال دچار افسردگی بود. پس از شکست پروژهٔ Royal Space Force: The Wings of Honnêamise و دنبالهٔ لغوشدهٔ آن، Aoki Uru، استودیوی گایناکس تصمیم به ساخت یک سری جدید گرفت. به گفتهٔ یاسو هیرو تاکدا، یکی از بنیان‌گذاران گایناکس، ایده‌هایی از Aoki Uru، از جمله مفهوم «فرار نکردن»، در اونگلیون استفاده شد. او معتقد است که آنو این ایده را از Aoki Uru به ارث برده بود و آن را در اونگلیون منعکس کرد.
هیروکی ساتو، مدیر روابط عمومی گایناکس، اظهار داشت که این مجموعه بر این تمرکز دارد که «شینجی چگونه با اتفاقات درونی خود روبه‌رو می‌شود». بر اساس تحلیل مکس کووِل، شخصیت نوریکو تاکایا از انیمهٔ گان‌باستر که اولین تجربهٔ کارگردانی آنو بود، الهام‌بخش ویژگی‌های شک و اضطراب در شخصیت شینجی شد. به گفتهٔ متیو مگنوس لاندین، نوریکو را می‌توان نسخه‌ای اولیه از شینجی دانست که رفتارهایش در چهار قسمت ابتدایی شباهت‌هایی به شینجی دارد. آنو دیدگاه افسردهٔ خود را در اونگلیون منعکس کرد و دنیایی «آغشته به بدبینی» را ترسیم نمود. او امیدوار بود که پس از پایان تولید سریال، هم دنیای انیمه و هم قهرمانان آن دستخوش تغییر شوند.
در ابتدا، قرار بود شخصیت اصلی مجموعه مشابه آسوکا لانگلی سوریو باشد تا مانند آثار پیشین گایناکس، شخصیت محوری یک دختر باشد. اما یوشیوکی ساداموتو با داشتن یک دختر به‌عنوان شخصیت اصلی مخالفت کرد و معتقد بود که «اگر قرار است یک ربات هدایت شود، باید توسط فردی آموزش‌دیده هدایت شود، و اگر آن فرد دختر باشد، مشکلی ندارد، اما درک نمی‌کنم چرا یک دختر نوجوان باید یک ربات را هدایت کند». او پیشنهاد داد که شخصیت اصلی یک پسر باشد و رابطهٔ او با آسوکا بر اساس رابطهٔ نادیا و ژان در نادیا: راز آب آبی شکل بگیرد. پس از پذیرش این پیشنهاد، آنو شخصیت اصلی را پسر انتخاب کرد و نام شینجی را از روی دو تن از دوستانش، از جمله شینجی هیگوچی، انیماتور نئون جنسیس اونگلیون، برداشت. برای نام خانوادگی او، از واژهٔ ژاپنی ایکاری (錨، به معنای «لنگر») استفاده شد، و نام سایر شخصیت‌ها نیز از اصطلاحات دریایی و کشتی‌های نیروی دریایی امپراتوری ژاپن الهام گرفته شدند.
در مراحل اولیه، شینجی با ویژگی‌هایی متفاوت از نسخهٔ نهایی طراحی شده بود. در ابتدا، او شخصیتی باوقارتر، پخته‌تر و کمتر درون‌گرا داشت و به‌عنوان یک دانش‌آموز ممتاز و ساکت معرفی می‌شد. اما رفتار درس‌خوان او نشانه‌ای از انفعال در نظر گرفته می‌شد. مایکل هاوس، مترجم و یکی از اعضای پیشین گایناکس، اظهار داشت که آنو در ابتدا قصد داشت پایان داستان را با یک شینجی شاد و خوشحال نشان دهد، اما متوجه شد که «شخصیت‌هایی که خلق کرده بود، قادر به تجربهٔ چنین تغییری نبودند». او در نتیجه، برنامه‌های اولیهٔ خود را تغییر داد.
آنو سن شخصیت اصلی را چهارده سال تعیین کرد، زیرا معتقد بود این دوره‌ای است که در آن استقلال فکری آغاز می‌شود. او شینجی را به‌گونه‌ای طراحی کرد که بازتابی از ویژگی‌های شخصیتی خود، هم در سطح آگاهانه و هم ناخودآگاهانه باشد. او معتقد بود که شینجی مانند خودش یک فرد سودازده و وابسته از نظر روانی است که در مرحلهٔ روانی-جنسی دهانی باقی مانده است. کازویا سوروماکی، دستیار کارگردان، شینجی را به‌گونه‌ای طراحی کرد که شجاع به نظر نرسد، زیرا معتقد بود که «آنو خودش هم چندان قهرمان نیست». او همچنین اظهار داشت که «شینجی توسط پدرش برای هدایت یک ربات احضار شد، همان‌طور که آنو توسط گایناکس برای کارگردانی این انیمه احضار شد». مانند دیگر شخصیت‌های مرد در آثار گایناکس، شینجی شخصیتی ضعیف و نامطمئن دارد. گایناکس با این رویکرد قصد داشت وضعیت روانی طرفداران انیمه و جامعهٔ ژاپن را منعکس کند، جایی که پدران همیشه در محل کار هستند و از نظر عاطفی غایب‌اند.